# 4월이 되면 그녀는
《4월이 되면 그녀》(四月になれば彼女は)는 카와무라 겐키의 일본 로맨스 장편 소설이다. 주간문춘 2016년 5월 5일・12호부터 10월 6일호까지 연재, 2016년 11월 4일에 분게이슌주 문고판으로 출간되었다.
카와무라는 처음에는 로맨스 소설을 쓰고 싶었지만, 주위에서 사랑이 사라지고 있는 것을 깨달은 것을 깨닫고 「그럼 사랑의 부재에 관한 이야기를 써야겠다」라고 생각해, 40대의 정신과 의사의 상담을 듣고 「자신의 문제만으로는 해결할 수 없다」라고 소설의 테마를 정했다고 한다.

## 서적 정보
카와무라 겐키 "백화"
- 페이퍼백: 2016년 11월 4일 발매, 분게이슌주, ISBN 978-4-16-390553-2
- 단행본: 2019년 7월 10일 발매, 분게이슌주, ISBN 978-4-16-791307-6

## 영화
2024년 3월 22일 공개. 야마다 토모카즈 감독, 주연은 사토 타케루. 이 작품이 감독의 첫 장편 영화이다.

## 출연
- 후지시로 슌: 사토 타케루
- 사카모토 야요이: 나가사와 마사미
- 이요다 하루: 모리 나나
- 타스쿠: 나카노 타이가
- 펜타쿠스: 나카지마 아유무
- 사카모토 준: 카와이 유미
- 고이즈미 나나: 토모사카 리에
- 키타무라: 하시모토 준
- 쿠와바라: 미즈사와 신고
- 다카하시: 세나 준
- 하세가와 아야코: 시마 카오리
- 나카가와 레이코: 다카다 세이코
- 이요다 마모루: 타케노우치 유타카
- 하세가와 아야코 : 시마 카오리

## 스태프
- 원작: 카와무라 겐키 「4월이 되면 그녀는」(분게이슌주)
- 감독: 야마다 토모카즈
- 각본: 키도 유이치로, 야마다 토모카즈, 카와무라 겐키
- 음악: 고바야시 타케시
- 주제가:후지이 카제「満ちてゆく」(HEHN RECORDS / UNIVERSAL SIGMA)
- 제작: 이치카와 미나미
- 공동 프로듀서: 우에다 타이지, 코야마 요헤이, 후루사와 요시히로, 우시오다 하지메, 유야 마사노리, 와타나베 아키히토, 이쿠보 시게유키, 오쿠무라 케이지
- 총괄 프로듀서: 우스이 히로시, 치바 노부히로
- 프로듀서: 야마다 켄지, 하루나 케이, 오카무라 카즈카나, 이토 타이치
- 라인 프로듀서: 나가시오 유토
- 조명: 타츠야 히라야마
- 음향: 시라토리 미츠구
- 아트 디자이너: 하야시 치나
- 장식: 아마노 타츠야
- 편집: 세야 사쿠라
- 의상: 코바야시 카즈코
- 헤어 & 메이크업: 아라이 토모미
- 캐스팅: 타바타 토시에, 야마시타 요코
- 음향 효과: 키타다 마사야
- VFX: 와타나베 유키
- 조감독: 마츠오 타카시
- 제작 담당: 호리이 마사아키
- 음악 프로듀서: 나루카와 사요코
- 홍보 프로듀서: 카와노 사토루, 도요사와 야스히로
- 미디어 프로모션: 마츠모토 레이나
- 배급: 토호
- 제작: 「4월이 오면」 제작 위원회(도호, 하쿠호도DY 뮤직&픽처스, STORY inc., AOI Pro., JR 동일본 기획, 로손 엔터테인먼트, 분게이슌주, 일본 출판 판매)
- 수입사:  엔케이컨텐츠

## 참고 사항
- 사토 타케루와 나가사와 마사미는 과거 CM에서 만난 적은 있으나, 작품에서는 첫 호흡을 맞춘다.